# Physalaemus irroratus
Physalaemus irroratus är en groddjursart som beskrevs av Cruz, Nascimento och Renato Neves Feio 2007. Physalaemus irroratus ingår i släktet Physalaemus och familjen Leiuperidae. IUCN kategoriserar arten globalt som otillräckligt studerad. Inga underarter finns listade i Catalogue of Life.